# AppleVision
La famiglia AppleVision venne prodotta da Apple per mettere in commercio monitor di qualità superiore a quella fornita con la famiglia Apple Multiple Scan. I Monitor AppleVision erano dotati di ottimi cinescopi Trinitron prodotti da Sony. Dei monitor era disponibile anche la versione AV che era dotata di due casse stereo e di un microfono.
Nel 1997 Apple presentò la tecnologia ColorSync, che consentiva agli utenti di compensare gli errori di visualizzazione dei monitor, i quali mostrano i colori in modo diverso rispetto a come vengono stampati. ColorSync permetteva di rimediare a questo problema, ma per essere utilizzato al meglio richiedeva dei dispositivi in grado di essere adeguatamente calibrati.
Apple produsse una serie di monitor chiamati AppleVision / ColorSync per evidenziare il pieno supporto della tecnologia ColorSync. Successivamente decise di eliminare la dicitura "AppleVision", dato che creava confusione e complicava inutilmente il nome dei monitor.